# لادانی‌بنه
لادانی‌بِنِه (به مجاری:  Ladánybene) یک منطقهٔ مسکونی در مجارستان است که در ناحیه کچکمت واقع شده‌است. لادانی‌بنه ۴۰٫۷۴ کیلومتر مربع مساحت و ۱٬۵۶۴ نفر جمعیت دارد.

## خواهرخوانده
شهر نبلشوتس خواهرخواندهٔ لادانیبنه هست.